# Chen Maiping

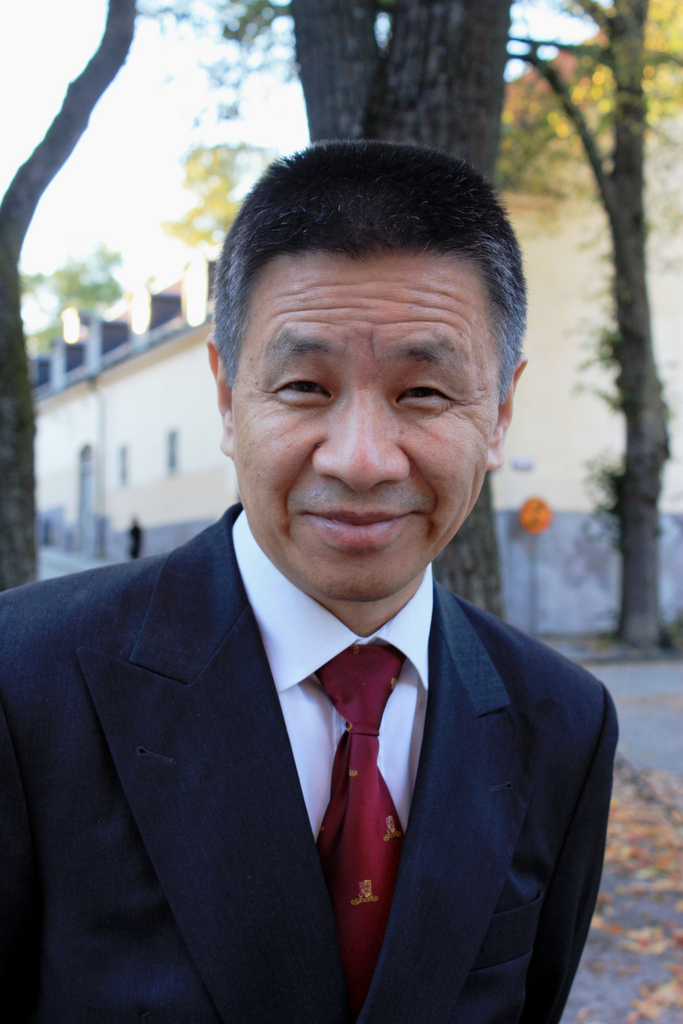
Chen Maiping in 2011

Chen Maiping, schrijversnaam Wan Zhi (万之) (Changshu, Jiangsu, 4 november 1952) is een Chinees-Zweedse schrijver en dichter. Hij schreef vooral korte verhalen en vertaalde van het Engels en het Zweeds naar het Chinees. 
Tijdens de late jaren 70 en de vroege jaren 80 (van de 20e eeuw) droeg Chen vaak bij aan het ondergrondse literair tijdschrift Jintian (Vandaag). Hiervoor werd hij door de Chinese autoriteiten gevolgd. Sinds 1986 leeft hij in ballingschap. Na het bloedbad op het Tiananmenplein in 1989 begon hij met een Jintian voor Chinezen buiten China en voor dissidenten in China zelf. 
Chen ging naar Zweden in 1990. Daar gaf hij Chinees aan de Universiteit van Stockholm en werkte als vertaler. Hij is getrouwd met Anna Gustafsson Chen. 
- Bibsys: 9023226
- Bibliothèque nationale de France: cb12248602w (data)
- International Standard Name Identifier: 0000 0003 8458 7680
- Library of Congress Control Number: nr91044967
- Nationale Bibliotheek van Letland: 000226869
- Nederlandse Thesaurus van Auteursnamen: 215877896
- LIBRIS: 173858
- SNAC: w60q5899
- Système universitaire de documentation: 069442746
- Virtual International Authority File: 241411973
- WorldCat: E39PBJkMCWj4jXk4WHbP8MXGHC